# Indianbarb
Indianbarb (Puntius stoliczkanus) är en fiskart som först beskrevs av Day, 1871.  Indianbarb ingår i släktet Puntius och familjen karpfiskar. IUCN kategoriserar arten globalt som livskraftig. Inga underarter finns listade i Catalogue of Life.